# Семянников, Пётр Фёдорович
Пётр Фёдорович Семянников (30 октября 1821 — 20 августа 1874) — русский горный инженер, один из основателей Невского завода.

## Биография
Из дворян Пермской губернии, сын служащего Горного департамента шихтмейстера Фёдора Фаддеевича Семянникова. В 1841 году окончил Институт Корпуса горных инженеров. После окончания института получил чин поручика и был назначен на Уральские заводы. Затем, в 1842 году искал золото в районах рек Мрассу и Ортон.. В 1843 году служил управляющим Риддерского рудника в Бийском округе Томской губернии. Весной 1843 года был назначен руководить Катунской золотодобывающей партией. Согласно полученной инструкции он должен был провести разведку в долинах нескольких притоков Чуи и Катуни. За сезон 1843 года партия обследовала вверенную ей территорию, но не обнаружила богатых месторождений золота (последующие партии также принесли скромные результаты).. В 1846 г. произведен в штабс-капитаны. С 1848 года состоял приставом Гавриловского сереброплавильного завода, награждён орденом Святой Анны III степени. C 1850 года состоял помощником управляюшего золотыми промыслами с произведением в капитаны. В 1852—1856 годах был управляющим казенными золотыми промыслами Алтайского горного округа. Награждён знаком отличия за XV лет беспорочной службы. В 1856 году произведён в подполковники и в следующем году переведён на службу в департамент.
С 1862 года служил чиновником по особым поручениям Горного департамента в чине полковника. Высочайшим приказом от 20 мая 1867 года был произведён в генерал-майоры и уволен от службы с мундиром и пенсией, согласно прошению.
В 1857 году совместно со своим однокурсником Василием Полетикой, также работавшим на алтайских рудниках, арендовал чугунолитейный завод британского подданного Джона Томпсона (в 1856 году Томпсону была выдана привилегия на 3 года) В 1863 году они выкупили завод и провели его масштабную реконструкцию. Завод получил название «Невский литейный и механический завод Семянникова и Полетики». Используя свои связи, наработанные за годы государственной службы, промышленники получили казенный заказ на строительство первого в стране броненосца «Кремль», спущенного на воду через 2 года. Следует отметить, что хотя движущей силой предприятия был Василий Полетика, умения Петра Семянникова правильно подать себя в великосветском обществе способствовали получению заказов. К тому же подписанию контракта способствовала политика Морского министерства на замещение импортного железа и механизмов при строительстве кораблей.
Отличался слабым здоровьем. Скончался 20 августа 1874 года. По другим сведениям, причиной смерти стали обильные кутежи генерала, подорвавшие как его здоровье, так и финансовое благополучие. После смерти Петр Семянникова Невский завод стал терять казенные заказы, число работников сократилось.
В 1860 году построил дом на Невском проспекте (архитектор Вениамин Стуккей). В 1910 году этот дом был перестроен по заказу его дочери.
Учредил стипендию для студентов Горного института

## Семья
- I брак: Анна Александровна Цыганкова, дочь берг-гешворена Александра Ивановича Цыганкова.[3]
  - дочь Ольга Петровна Кушелева, жена действительного статского советника Владимира Лукича Кушелева.

- II брак: Зинаида Никоновна (дочь капитана Юматова)